# Rhinobatos thouin
Rhinobatos thouin és un peix de la família dels rinobàtids i de l'ordre dels rajiformes.

## Morfologia
Pot arribar als 300 cm de llargària total.

## Reproducció
És ovovivípar.

## Distribució geogràfica
Es troba des de les costes del Mar Roig fins a Nova Guinea i Japó.